# Buggio
Buggio (Biije in ligure intemelio) è l'unica frazione di Pigna in provincia di Imperia.

## Geografia fisica

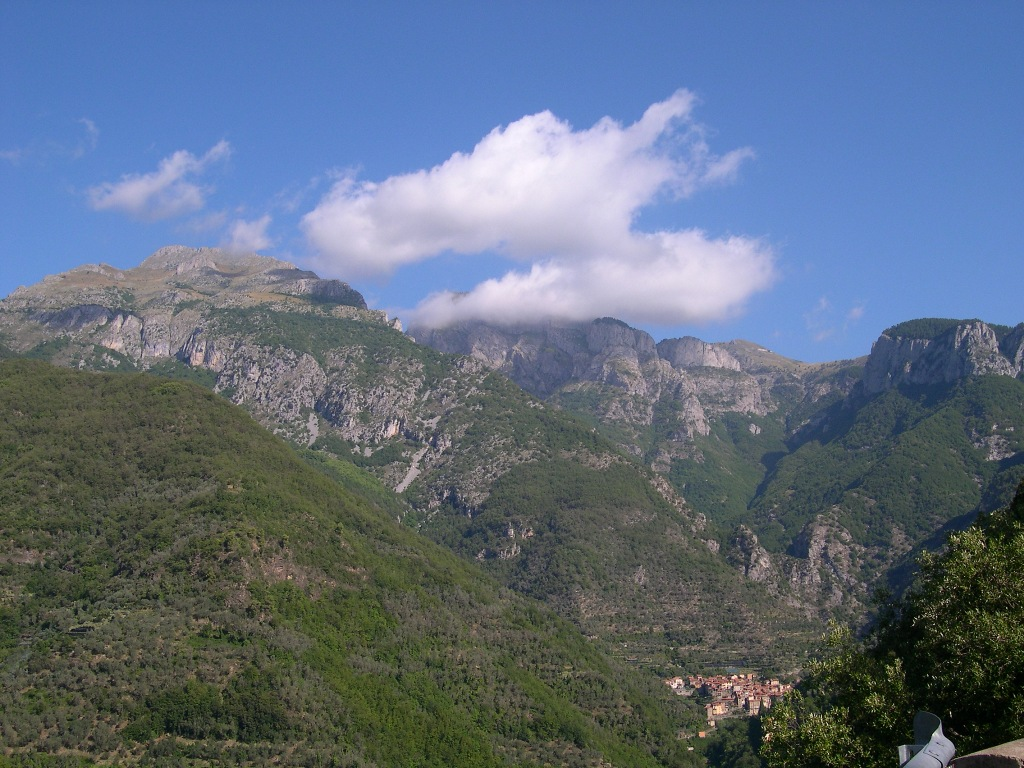
Buggio e le montagne

La piccola frazione, ultimo centro abitato della Val Nervia, è situata nella parte montana della valle, ai piedi dei monti Toraggio, Tenarda, Gray e Pietravecchia, splendido complesso montuoso delle Alpi Marittime più occidentali. Dista dal comune capoluogo Pigna circa 5 km e circa 67 km da Imperia. Il borgo è attraversato dal torrente Nervia che ha origine alle pendici del Pietravecchia e nella parte iniziale è chiamato Torrentino delle Tane,  Valùn dê Tañe in dialetto Biijinolu (di Buggio),  e dal piccolo rio Lepre, affluente del Nervia.

## Storia

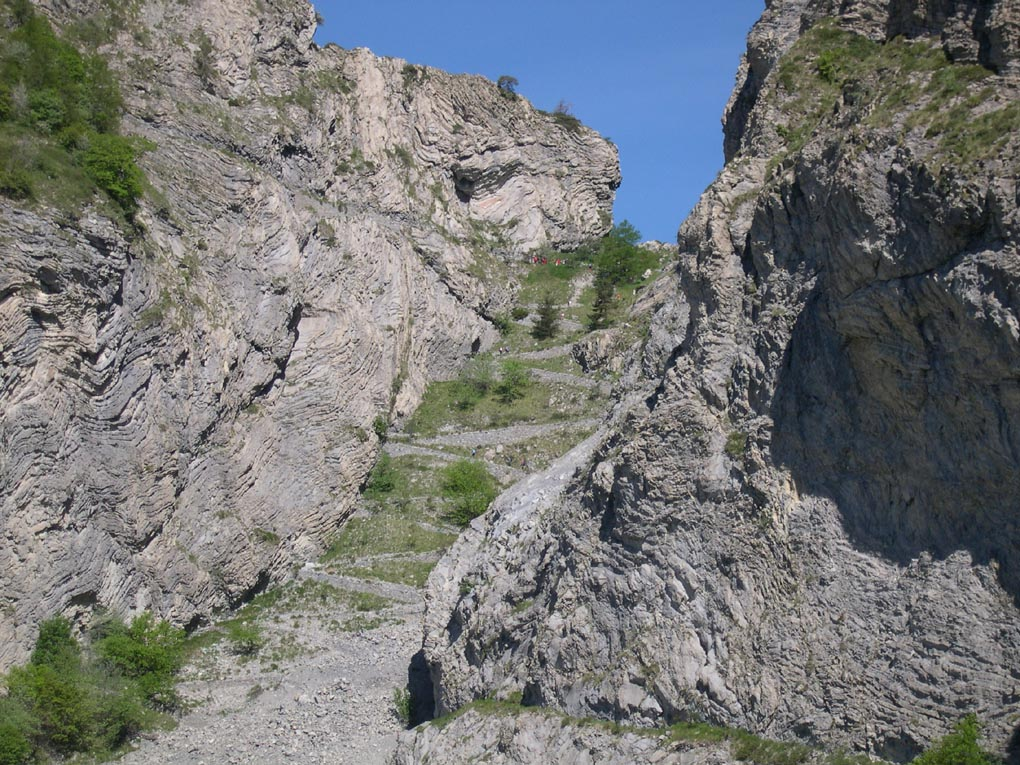
Gola dell'Incisa

Buggio nel primo Novecento

La leggenda vuole che sia stato fondato da tre ladroni provenienti dalla Francia occitana che, trovata una via di scampo dalle guardie che li inseguivano, attraverso la Gola dell'Incisa, si rifugiarono nel luogo dove ora sorge il borgo di Buggio. I tre ladroni, qui stabilitisi e venuti a contatto con altri abitanti della zona più a valle, decisero di fondare un piccolo paese a cui diedero il nome di buccio (termine preromano che significa Vitello), che in seguito fu mutato fino a giungere a quello attuale.
Tutto questo accadeva intorno al IV secolo.
La storia tramandata di padre in figlio racconta che nell'VIII secolo si sia recato a Buggio a cresimare i bambini san Siagrio, vescovo di Nizza e nipote di Carlo Magno.
Fino alla seconda metà del Duecento Buggio ha avuto una propria indipendenza da ogni altro paese fino a quando non è stato unito a Pigna di cui ha condiviso e condivide tuttora le proprie vicende.
Durante le guerre fra Genovesi e Piemontesi per il possesso dei vari paesi, Buggio è stato per un breve periodo sotto il dominio di Genova ma grazie all'intervento militare del generale buggese Antonio Ferrari il paese si liberò e si sottomise al comando del Regno del Piemonte il cui duca Carlo Emanuele nel 1620 investì con titolo comitale (Conte di Pezzana) Agostino Siccardi da Buggio. Giuseppe Siccardi discendente del conte Agostino fu ministro della Giustizia del Regno di Sardegna dal 1849 al 1851, anno in cui tornò in magistratura come presidente di Cassazione.
Nel periodo delle campagne napoleoniche in Italia soggiornò a Buggio il generale Andrea Massena.

## Monumenti e luoghi d'interesse

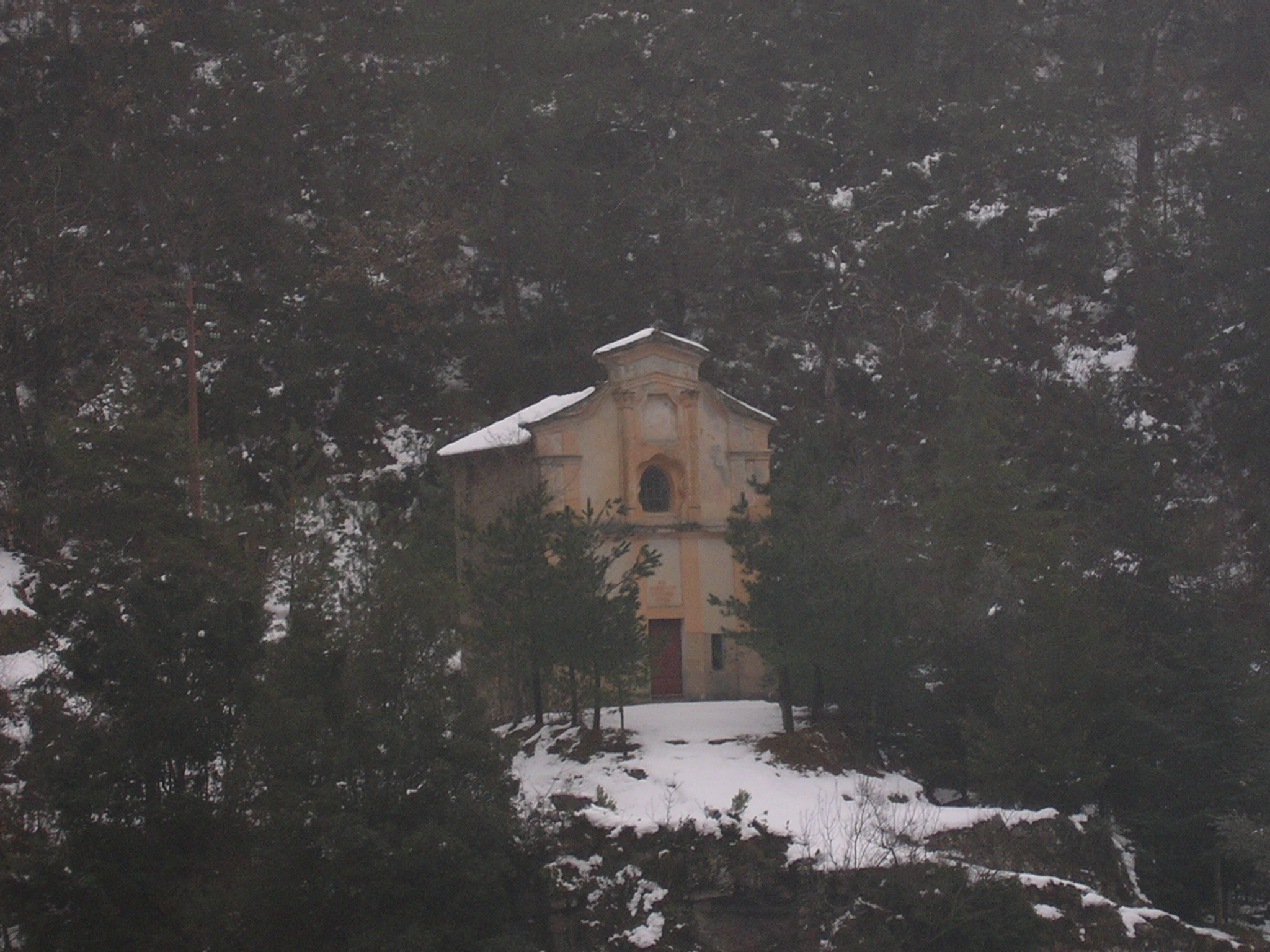
Chiesa di San Siagrio - Scian Sciacre

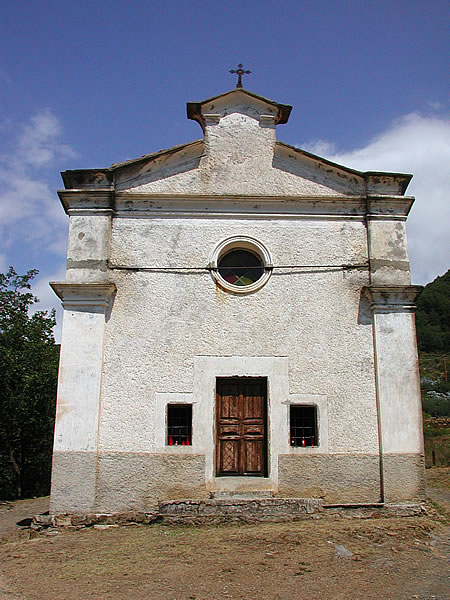
Santuario di Nostra Signora Addolorata e San Rocco - Geija de a Madona de L'Ausegnu

### Architetture religiose
Chiesa parrocchiale di San Giovanni Battista- Geija de San Giuani
Edificata probabilmente nel XVI secolo, in stile barocco la facciata esterna è stata recentemente restaurata mentre gli interni sono stati restaurati ed affrescati con scene della vita di Gesù nel 1962 dall'artista di Dolceacqua Mario Raimondo meglio conosciuto come Barbadirame. Al suo interno sono custodite numerose statue di santi tra cui la pregevole statua di san Giovanni Battista in Marmo di Carrara, la statua lignea di sant'Andrea e la statua di San Luigi Gonzaga. Pregevoli anche i quadri raffiguranti la vita dei santi, dei quali però non si hanno notizie certe sugli autori e sul loro periodo di realizzazione.
Oratorio di Sant'Andrea - A capèla
Edificato nello stesso periodo della chiesa parrocchiale e ad essa affiancato, il suo stile barocco è più semplice di quello della chiesa vicina ed al suon interno sono custoditi i gonfaloni delle numerose priorate del paese.
 Chiesa di San Siagrio - Geija de Scian Sciacre 
Chiesa originariamente romanica edificata nel VII secolo dedicata, unica al mondo, a San Siagrio, nipote di Carlo Magno, Vescovo di Nizza a cavallo tra l'VIII e il IX secolo. Nel corso dei secoli la costruzione originale ha subito varie modificazioni e parziali ricostruzioni, fino ad assumere l'aspetto attuale. Negli anni '70 questa chiesetta è stata affidata alla custodia del Gruppo Alpini di Buggio, che conserva al suo interno, appesi alle pareti, i cappelli appartenuti agli alpini di Buggio che hanno raggiunto il Paradiso di Cantore. Si può ammirare inoltre una bellissima statua lignea di San Maurizio martire, santo patrono degli alpini, opera di Alessio Pastor valente artista Biijinolu (di Buggio).
Cappella della Visitazione - Geija de a Madona dell'Eriiju
Edificata nei primi anni del Settecento, si trova all'inizio del paese e conserva al suo interno un pregevole quadro settecentesco raffigurante la scena della Visitazione, da cui il nome.
Cappella di San Michele Arcangelo - Geija del vegliu Çiminteriu
Edificata nei primi anni del Novecento, sorge nel luogo dove era ubicato il vecchio cimitero. Al suo interno si trovano una piccola ma pregevole statua del Santo a cui è dedicata e, lungo le pareti interne, lapidi del cimitero preesistente e altre di epoca più recente.
Santuario di Nostra Signora Addolorata e San Rocco - Geija de a Madona de L'Ausegnu
Edificata nel 1740 per conservare la Statua della Madonna Addolorata, co-patrona di Buggio, sorge in località Ausegnu, tra le campagne, a circa 700 m di altitudine.
Al suo interno si trovano le Statue della Madonna Addolorata e di San Rocco, nella cui ricorrenza il 16 agosto si celebra una funzione religiosa con messa e processione.
Chiesa della Madonna del Carmine - Geija de La Brigheta
Edificata nel 1918 per volere di Antonio Tiberti come ringraziamento alla Madonna per la fine della prima guerra mondiale, sorge a circa 900 m di altitudine in Località La Brigheta. Fino alla fine degli anni ' 50 si celebrava una Santa Messa una volta al mese, come prescrive una lapide al suo interno, ora invece si celebra una Funzione Religiosa con processione, solamente il 15 luglio, ricorrenza della Madonna del Carmine.
Molto significativa anche qui la presenza di Ex voto.